# Коли-Стайн, Уилли
Уилли Трилл Коли-Стайн (англ. Willie Trill Cauley-Stein), урождённый Уилли Дармонд Коли младший (англ. Willie Durmond Cauley, Jr.; род. 18 августа 1993 года) — американский профессиональный баскетболист, который выступает за итальянский клуб «Варезе». Играет на позиции центрового. На уровне студенческих команд выступал за «Кентукки Уайлдкэтс».

## Ранняя жизнь
Коли-Стайн учился в старшей школе Олейт Нортвест в городе Олейте (штат Канзас), где играл за местную баскетбольную команду и команду по американскому футболу. На третьем году обучения в старшей школе он в среднем за игру набирал 15,8 очка и делал 8,5 подбора.
После окончания обучения в школе, сайт Rivals.com дал Уилли четыре звезды и поставил его на 9 место среди центровых и на 40 место среди выпускников 2012 года.

## Профессиональная карьера
25 июня 2015 года Коли-Стайн был выбран на драфте НБА под общим шестым номером клубом «Сакраменто Кингз», а уже 16 июля он подписал контракт новичка с командой. Уже в первой же игре сезона Уилли дебютировал в НБА и за время, проведённое на площадке, набрал 2 очка и сделал 2 подбора. В следующей игре, проходившей 30 октября против «Лос-Анджелес Лейкерс», Коли-Стайн вышел в стартовом составе и набрал 17 и сделал 9 подборов. 3 декабря он вывихнул указательный палец правой руки и выбыл с игрового процесса на четыре-шесть недель. Возвращение Коли-Стайна состоялось 2 января 2016 года, когда он отыграл последние пять минут матча против «Финикс Санз». 21 января он сделал первый в своей карьере дабл-дабл, набрав в матче против «Атланты Хокс» 12 очков и сделав 11 подборов. 25 марта в матче против «Финикс Санз», набрав 26 очков, Уилли установил личный рекорд результативности. По итогам дебютного сезона в НБА Коли-Стайн был включён во вторую сборную новичков НБА.
После ухода из команды Демаркуса Казинса Коли-Стайн стал получать больше игрового времени и 23 февраля 2017 года он установил личный рекорд результативности, набрав 39 очков в матче против «Денвер Наггетс».
8 июля 2019 года подписал контракт с «Голден Стэйт Уорриорз».
25 января 2020 года Коли-Стайн был обменян в «Даллас Маверикс» на выбор второго раунда драфта 2020 года.
19 ноября 2020 года после завершения сезона 2019/20 Коли-Стайн отказался от опции игрока и расторг контракт, став свободным агентом. Позже, 1 декабря 2020 года, он вновь подписал контракт с «Маверикс».
1 августа 2021 года «Маверикс» активировали командную опцию в его контракте, сохранив Коли-Стайна на сезон 2021/22.
15 января 2022 года «Маверикс» решили отчислить игрока, чтобы освободить место в составе для Маркеса Крисса.
24 февраля 2022 года Коули-Стайн подписал 10-дневный контракт с «Филадельфией Севенти Сиксерс». Он был отчислен 3 марта 2022 года.
9 октября 2022 года Коули-Стайн подписал контракт с «Хьюстон Рокетс». 3 ноября он был включен в стартовый состав «Рио-Гранде Вэллей Вайперс».
27 февраля 2023 года Коли-Стайн подписал 10-дневный контракт с «Хьюстон Рокетс», но так и не сыграл ни в одном матче за клуб. После истечения контракта с «Рокетс», игрок вернулся в «Вайперс».
9 апреля 2023 года Коли-Стайн вновь подписал контракт с «Рокетс».
31 июля 2023 года Коули-Стайн подписал контракт с командой «Варезе» из Чемпионата Италии по баскетболу.

## Личная жизнь
1 мая 2015 года Уилли подал официальное прошение о смене имени. Таким образом он захотел отблагодарить свою мать и родных, которые вырастили его после того, как отец покинул его в раннем возрасте. Он также добавил среднее имя Трилл — прозвище, которое дали ему его друзья.

## Статистика

### Статистика в НБА
| Сезон                                                                                    | Команда      | Регулярный сезон | Регулярный сезон | Регулярный сезон | Регулярный сезон | Регулярный сезон | Регулярный сезон | Регулярный сезон | Регулярный сезон | Регулярный сезон | Регулярный сезон | Регулярный сезон | Серия плей-офф | Серия плей-офф | Серия плей-офф | Серия плей-офф | Серия плей-офф | Серия плей-офф | Серия плей-офф | Серия плей-офф | Серия плей-офф | Серия плей-офф | Серия плей-офф |
| Сезон                                                                                    | Команда      | GP               | GS               | MPG              | FG%              | 3P%              | FT%              | RPG              | APG              | SPG              | BPG              | PPG              | GP             | GS             | MPG            | FG%            | 3P%            | FT%            | RPG            | APG            | SPG            | BPG            | PPG            |
| ---------------------------------------------------------------------------------------- | ------------ | ---------------- | ---------------- | ---------------- | ---------------- | ---------------- | ---------------- | ---------------- | ---------------- | ---------------- | ---------------- | ---------------- | -------------- | -------------- | -------------- | -------------- | -------------- | -------------- | -------------- | -------------- | -------------- | -------------- | -------------- |
| 2015/16                                                                                  | Сакраменто   | 66               | 39               | 21,4             | 56,3             | 0,0              | 64,8             | 5,3              | 0,6              | 0,7              | 1,0              | 7,0              | Не участвовал  | Не участвовал  | Не участвовал  | Не участвовал  | Не участвовал  | Не участвовал  | Не участвовал  | Не участвовал  | Не участвовал  | Не участвовал  | Не участвовал  |
| 2016/17                                                                                  | Сакраменто   | 75               | 21               | 18,9             | 53,0             | 0,0              | 66,9             | 4,5              | 1,1              | 0,7              | 0,6              | 8,1              | Не участвовал  | Не участвовал  | Не участвовал  | Не участвовал  | Не участвовал  | Не участвовал  | Не участвовал  | Не участвовал  | Не участвовал  | Не участвовал  | Не участвовал  |
| 2017/18                                                                                  | Сакраменто   | 73               | 57               | 28,0             | 50,2             | 25,0             | 61,9             | 7,0              | 2,4              | 1,1              | 0,9              | 12,8             | Не участвовал  | Не участвовал  | Не участвовал  | Не участвовал  | Не участвовал  | Не участвовал  | Не участвовал  | Не участвовал  | Не участвовал  | Не участвовал  | Не участвовал  |
| 2018/19                                                                                  | Сакраменто   | 81               | 81               | 27,3             | 55,6             | 50,0             | 55,1             | 8,4              | 2,4              | 1,2              | 0,6              | 11,9             | Не участвовал  | Не участвовал  | Не участвовал  | Не участвовал  | Не участвовал  | Не участвовал  | Не участвовал  | Не участвовал  | Не участвовал  | Не участвовал  | Не участвовал  |
| 2019/20                                                                                  | Голден Стэйт | 41               | 37               | 22,9             | 56,0             | -                | 61,4             | 6,2              | 1,5              | 1,1              | 1,2              | 7,9              | Не участвовал  | Не участвовал  | Не участвовал  | Не участвовал  | Не участвовал  | Не участвовал  | Не участвовал  | Не участвовал  | Не участвовал  | Не участвовал  | Не участвовал  |
| 2019/20                                                                                  | Даллас       | 13               | 2                | 12,1             | 68,9             | 0,0              | 55,6             | 4,6              | 0,8              | 0,3              | 0,8              | 5,2              | Не участвовал  | Не участвовал  | Не участвовал  | Не участвовал  | Не участвовал  | Не участвовал  | Не участвовал  | Не участвовал  | Не участвовал  | Не участвовал  | Не участвовал  |
| 2020/21                                                                                  | Даллас       | 53               | 16               | 17,1             | 63,2             | 9,1              | 62,8             | 4,5              | 0,7              | 0,4              | 0,8              | 5,3              | 6              | 0              | 10,5           | 66,7           | -              | 100,0          | 2,7            | 0,5            | 0,3            | 0,7            | 2,5            |
| 2021/22                                                                                  | Даллас       | 18               | 2                | 9,8              | 45,7             | 50,0             | 50,0             | 2,1              | 0,5              | 0,3              | 0,2              | 1,9              | Не участвовал  | Не участвовал  | Не участвовал  | Не участвовал  | Не участвовал  | Не участвовал  | Не участвовал  | Не участвовал  | Не участвовал  | Не участвовал  | Не участвовал  |
| 2021/22                                                                                  | Филадельфия  | 2                | 0                | 2,9              | -                | -                | -                | 1,0              | 0,5              | 0,0              | 0,0              | 0,0              | Не участвовал  | Не участвовал  | Не участвовал  | Не участвовал  | Не участвовал  | Не участвовал  | Не участвовал  | Не участвовал  | Не участвовал  | Не участвовал  | Не участвовал  |
|                                                                                          | Всего        | 422              | 255              | 22,0             | 54,4             | 18,8             | 61,2             | 5,9              | 1,4              | 0,8              | 0,8              | 8,7              | 6              | 0              | 10,5           | 66,7           | -              | 100,0          | 2,7            | 0,5            | 0,3            | 0,7            | 2,5            |
| Наведите курсор мыши на аббревиатуры в заголовке таблицы, чтобы прочесть их расшифровку. |              |                  |                  |                  |                  |                  |                  |                  |                  |                  |                  |                  |                |                |                |                |                |                |                |                |                |                |                |

### Статистика в колледже
| Сезон                                                                                   | Команда  | GP  | GS | MPG  | FG%  | 3P% | FT%  | RPG | APG | SPG | BPG | PPG |  |
| --------------------------------------------------------------------------------------- | -------- | --- | -- | ---- | ---- | --- | ---- | --- | --- | --- | --- | --- |  |
| 2012/13                                                                                 | Кентукки | 29  | 14 | 23,5 | 62,1 | 0,0 | 37,2 | 6,2 | 0,9 | 0,8 | 2,1 | 8,3 |  |
| 2013/14                                                                                 | Кентукки | 37  | 18 | 23,8 | 59,6 | 0,0 | 48,2 | 5,8 | 0,7 | 1,2 | 2,9 | 6,8 |  |
| 2014/15                                                                                 | Кентукки | 39  | 38 | 25,9 | 57,2 | 0,0 | 61,7 | 6,4 | 1,0 | 1,2 | 1,7 | 8,9 |  |
|                                                                                         | Всего    | 105 | 70 | 24,5 | 59,3 | 0,0 | 50,8 | 6,1 | 0,9 | 1,1 | 2,2 | 8,0 |  |
| Наведите курсор мыши на аббревиатуры в заголовке таблицы, чтобы прочесть их расшифровку |          |     |    |      |      |     |      |     |     |     |     |     |  |